# Frontière entre le Colorado et l'Utah
 (janvier 2024).
Si vous disposez d'ouvrages ou d'articles de référence ou si vous connaissez des sites web de qualité traitant du thème abordé ici, merci de compléter l'article en donnant les références utiles à sa vérifiabilité et en les liant à la section « Notes et références ».
La frontière entre l'Utah et le Colorado est une frontière intérieure des États-Unis délimitant les territoires de l'Utah à l'ouest et du Colorado à l'est.
Son tracé rectiligne sur une orientation nord-sud, suit le 109e méridien ouest de son intersection avec le 42e parallèle nord jusqu'à celui 37e parallèle nord, un quadripoint baptisé Four Corners.

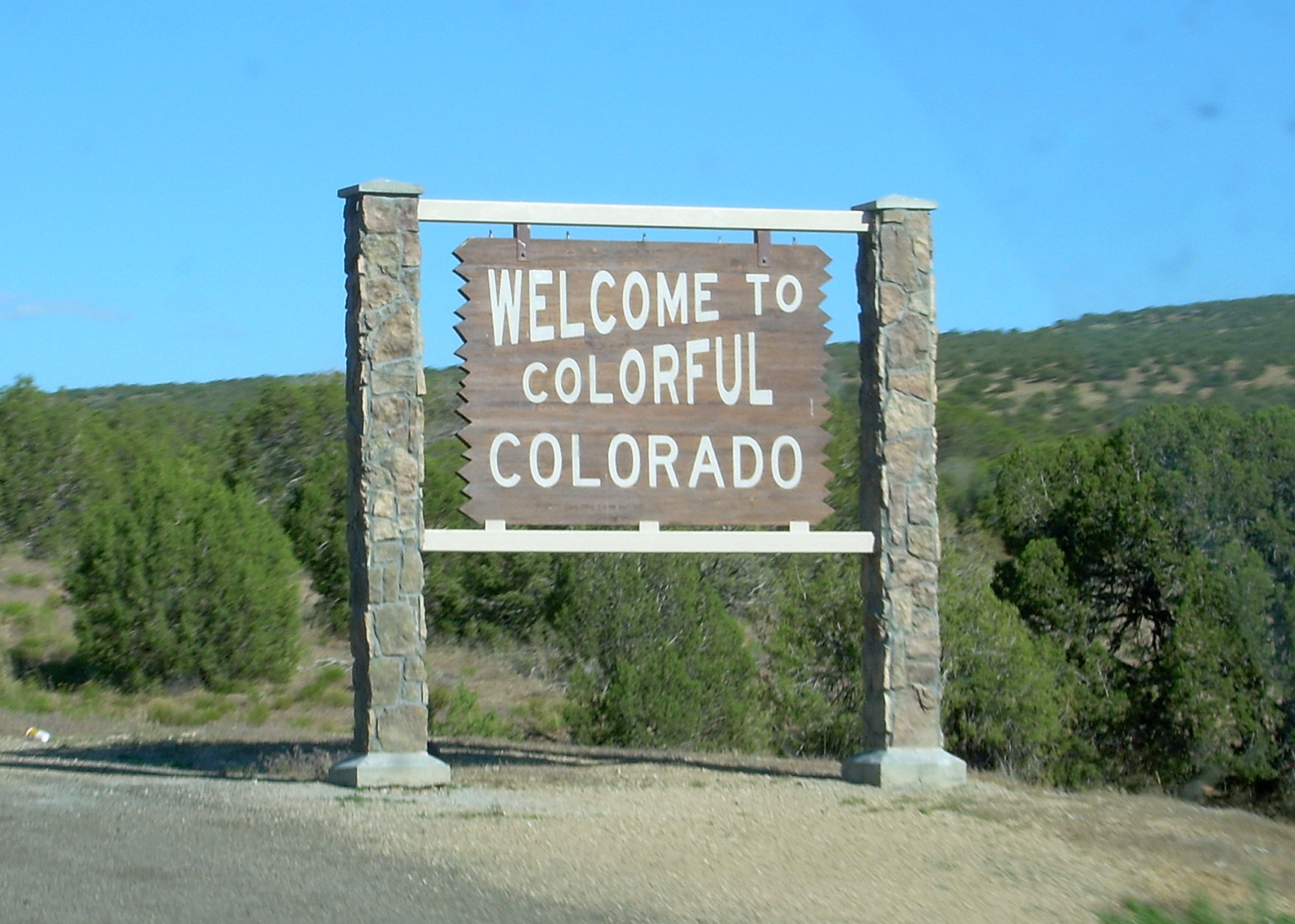
Panneau à la frontière entre l'Utah et le Colorado.